# Colaranea verutum
Colaranea verutum là một loài nhện trong họ Araneidae.
Loài này thuộc chi Colaranea. Colaranea verutum được Arthur T. Urquhart. miêu tả năm 1887.